# Oorderen
Oorderen était un village belge, situé au nord d'Anvers. Il a été démoli dans les années 1960 pour permettre un agrandissement du port d'Anvers.

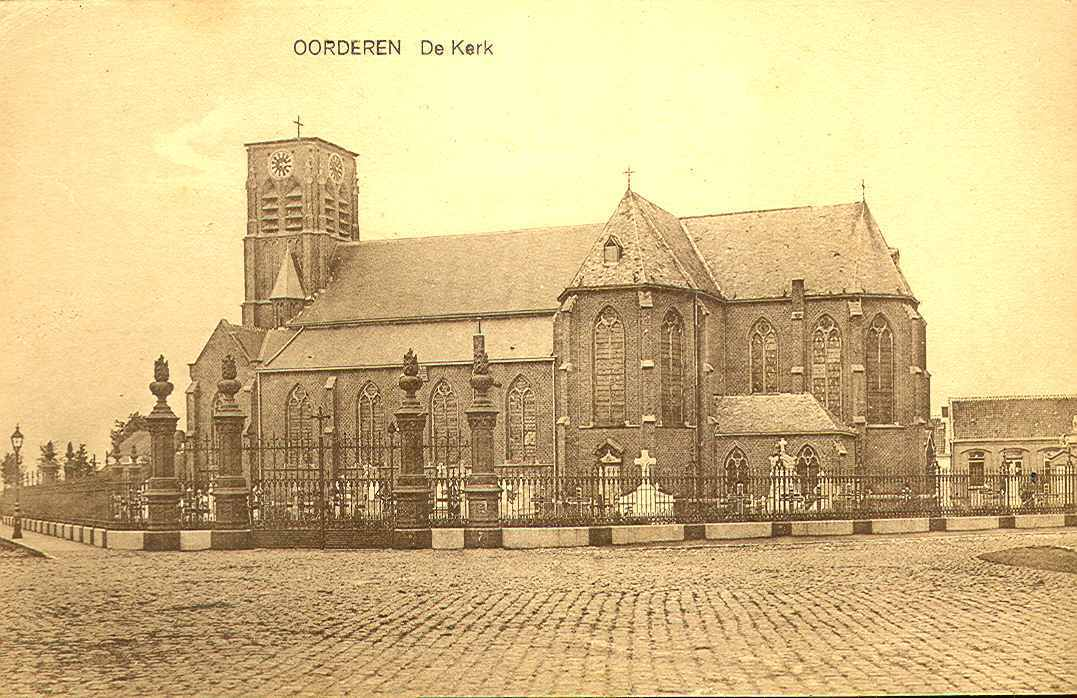
L'église d'Oorderen.